# Paniza
Paniza es un municipio español, en el Campo de Cariñena, provincia de Zaragoza, Aragón.
Situación: al SO. de Zaragoza y 6 km al SE. de Cariñena por la carretera N-330 y además recientemente comunicada con ellas a través de la autovía Mudéjar, en las estribaciones de la Sierra del Águila, dentro de la comarca del Campo de Cariñena.

## Geografía
Integrado en la comarca de Campo de Cariñena, se sitúa a 53 kilómetros de la capital aragonesa. El término municipal está atravesado por la autovía Mudéjar (A-23) y por la carretera nacional N-330 entre los pK 436 y 445, además de por una carretera local que se dirige a Aladrén. 
El relieve del municipio está caracterizado por las primeras elevaciones de la Sierra de Algairén por el oeste y el sur y el altiplano que da lugar al Campo de Cariñena. La carretera N-330 cruza dos puertos, el puerto de Huerva (944 metros), que conecta con el Campo Romanos, y el puerto de Paniza (938 metros), que da acceso al Campo de Cariñena. La red fluvial está formada por pequeños arroyos pertenecientes a la cuenca del río Jalón. La altitud oscila entre los 1077 metros al sur (Cabezo Rodrigo) y los 650 metros al norte, a orillas del arroyo Carracariñena. El pueblo se alza a 699 metros sobre el nivel del mar. 
| Noroeste: Encinacorba y Cariñena | Norte: Cariñena           | Noreste: Cariñena y Tosos |
| Oeste: Encinacorba               |                           | Este: Tosos               |
| Suroeste: Villarreal de Huerva   | Sur: Cerveruela y Aladrén | Sureste: Aladrén          |

## Historia

### Edad Antigua
Se sabe que existían restos en Paniza de la época de los íberos.

### Edad Media
- Siglos XII-XIII. Territorio de Realengo:

El territorio en el que está ubicado el pueblo fue Reconquistada a los musulmanes hacia el año 1127 por el rey Alfonso I el Batallador. No fue nombrado pueblo realmente hasta 1294.
- Siglo XIV. Señorío del linaje de los Urrea:

El rey Pedro IV de Aragón tuvo que vender el pueblo junto a Aladrén, Luco de Huerva y Alcañicejo (estos dos últimos ya desaparecidos) a los Jiménez de Urrea, una poderosa e influyente familia aragonesa, para conseguir dinero debido a los grandes gastos que tenía la Corona en esos momentos. En 1348, Juan Jiménez de Urrea, participó en la batalla de Épila luchando en contra del rey Pedro IV, lo que provocó que le desposeyera de Paniza y las demás propiedades. Las vendió a la Comunidad de aldeas de Daroca con la posibilidad de retroventa. El rey hará uso de este derecho en 1357 cediendo Paniza a don Alvar García de Albornoz. En 1372 Pedro IV desposeyó de Paniza a Alvar García de Albornoz concediéndosela a Gonzalo González de Lucio y a su mujer Violante de Urrea.
- Siglo XV. Paniza en la Comunidad de aldeas de Daroca:

En 1439 Paniza podía considerarse como una aldea más de la Comunidad con todos los derechos y deberes de los demás miembros. Paniza llegó a ser una de las aldeas más importantes de la Comunidad tanto en el número de habitantes como por a actividad económica.

### Edad Moderna
- Siglo XVI:

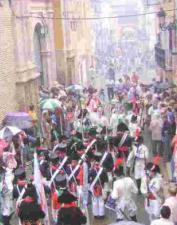
Escopeteros y Tiradores de Cariñena.

En este siglo se construye la 1.ª ermita de Nuestra Señora del Águila (fue destruida durante la Guerra de la Independencia Española). Dentro se encontraba la obra de mayor valor artístico existente en tierras de la Comunidad de Daroca. Un retablo realizado por el escultor Gabriel Joli, contratado el 26 de abril de 1522 Esta obra también fue destruida durante la Guerra.

### Edad Contemporánea
En la Guerra de la Independencia luchó Ramón Gayán y Díaz (1772-1846). Organizó el batallón de “Escopeteros y Tiradores de Cariñena”. Además de esto Paniza fue escenario de la Guerra de la Independencia, así en 1809, el mariscal Suchet destruyó el Santuario de la Virgen del Águila donde se mantenía fuerte Ramón Gayán. A partir de 1817 los vecinos de Paniza comenzaron a reedificar el santuario, ampliándolo con cinco capillas y casas para el santero y para los peregrinos. El nuevo santuario fue inaugurado en 1824.
En 1833 se creó el sistema provincial que permitió la creación de un ayuntamiento. Integrado en el Partido judicial de Daroca, pasó al de Cariñena en 1911 y en 1965 quedó incorporado de nuevo al Partido judicial de Daroca.
Desde el punto de vista demográfico, la población de Paniza creció durante los siglos XVIII y XIX, contando con 311 vecinos en 1797 y 1086 habitantes en 1857. Durante el siglo XX se produjo una regresión demográfica pasando de 1286 habitantes en 1950 a 952 habitantes en 1970 y a 802 en 1981.

## Demografía
Paniza cuenta con una población de 575 habitantes (INE 2024).
| Gráfica de evolución demográfica de Paniza entre 1842 y 2021                                                        |
| |
| Población de derecho según los censos de población del INE Población de hecho según los censos de población del INE |

## Economía

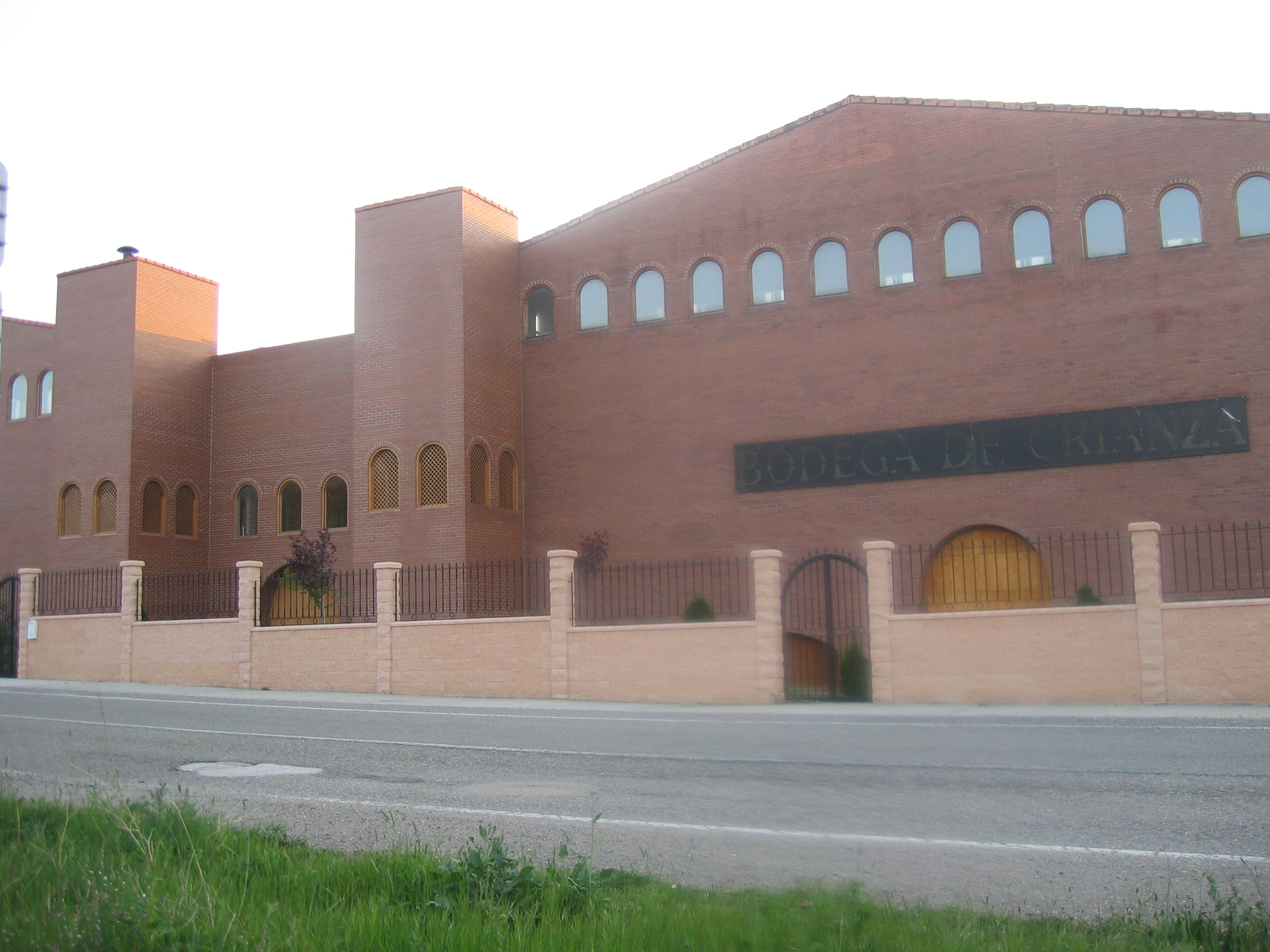
Bodegas Virgen del Águila

El pueblo se dedica principalmente a la vitivinicultura, cultivando variedades tintas como la Garnacha, Tempranillo, Cariñena y Moristel (Juan Ibáñez), además de otras cepas francesas como el Cabernet Sauvignon, Merlot y Syrah, que han tenido una excelente adaptación en los terrenos de lomajes y pendientes característicos del término de Paniza. En el caso de cepas blancas, la variedad más tradicional es la Viura (Blanco Macabeo) y como
variedad blanca introducida, cultivan el Chardonnay.
La gran calidad de sus vinos es el fiel reflejo de la diversidad de los suelos (pizarras, calizos, etc), de los microclimas de la Sierra Ibérica y del cuidado prolijo del viñedo y del medio ambiente. Esto ha traído como resultado una excelente valoración por parte de críticos especializados además de una fuerte expansión hacia mercados internacionales.

## Administración y política
| Período   | Alcalde                     | Partido |  |
| --------- | --------------------------- | ------- |  |
| 1979-1983 | Pedro Cebrián Tirado        | PAR     |  |
| 1983-1987 | Antonio Higueras Gil        | PSOE    |  |
| 1987-1991 | Antonio Higueras Gil        | PSOE    |  |
| 1991-1995 | Antonio Higueras Gil        | PSOE    |  |
| 1995-1999 | Jesús Javier Gimeno Guillén | PSOE    |  |
| 1999-2003 | Jesús Javier Gimeno Guillén | PSOE    |  |
| 2003-2007 | Jesús Javier Gimeno Guillén | PSOE    |  |
| 2007-2011 | Jesús Javier Gimeno Guillén | PSOE    |  |
| 2011-2015 | Jesús Javier Gimeno Guillén | PSOE    |  |
| 2015-2019 | José Manuel Cebrián Sánchez | Cs      |  |
| 2019-     | José Manuel Cebrián Sánchez | Cs      |  |

| Partido político    | Partido político                                   | 2003   | 2007   | 2011   | 2015   | 2019   |
| Partido político    | Partido político                                   | Ediles | Ediles | Ediles | Ediles | Ediles |
|                     | Ciudadanos (CS)                                    | —      | —      | —      | 4      | 4      |
|                     | Partido de los Socialistas de Aragón (PSOE-Aragón) | 5      | 4      | 4      | 3      | 3      |
|                     | Partido Popular de Aragón (PP)                     | 2      | —      | 1      | —      | —      |
|                     | Chunta Aragonesista (CHA)                          | —      | 1      | 1      | —      | —      |
|                     | Partido Aragonés (PAR)                             | —      | 2      | 1      | —      | —      |
| Total de concejales | Total de concejales                                | 7      | 7      | 7      | 7      | 7      |

## Cultura

### Fiestas
- San José: 19 de marzo

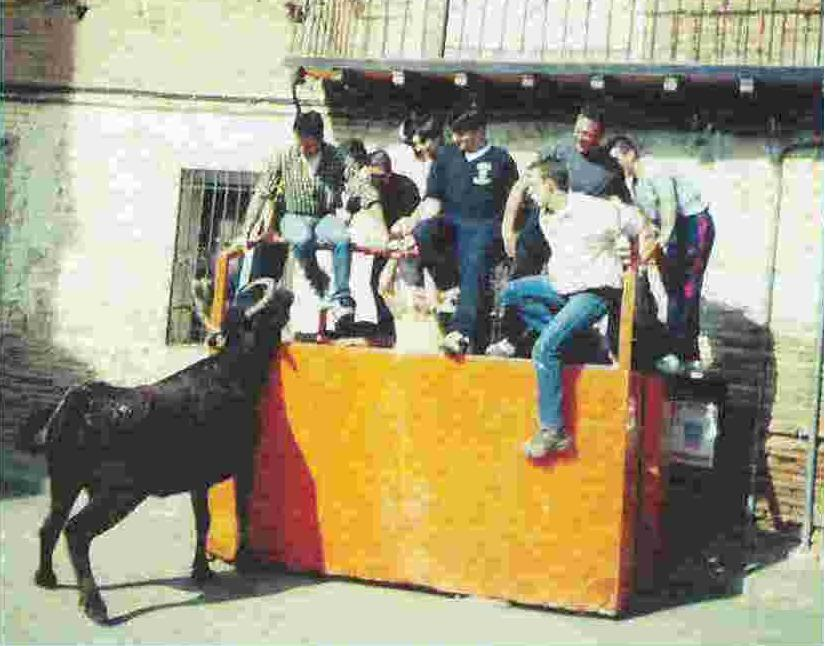
Vaquilla de las fiestas de Paniza

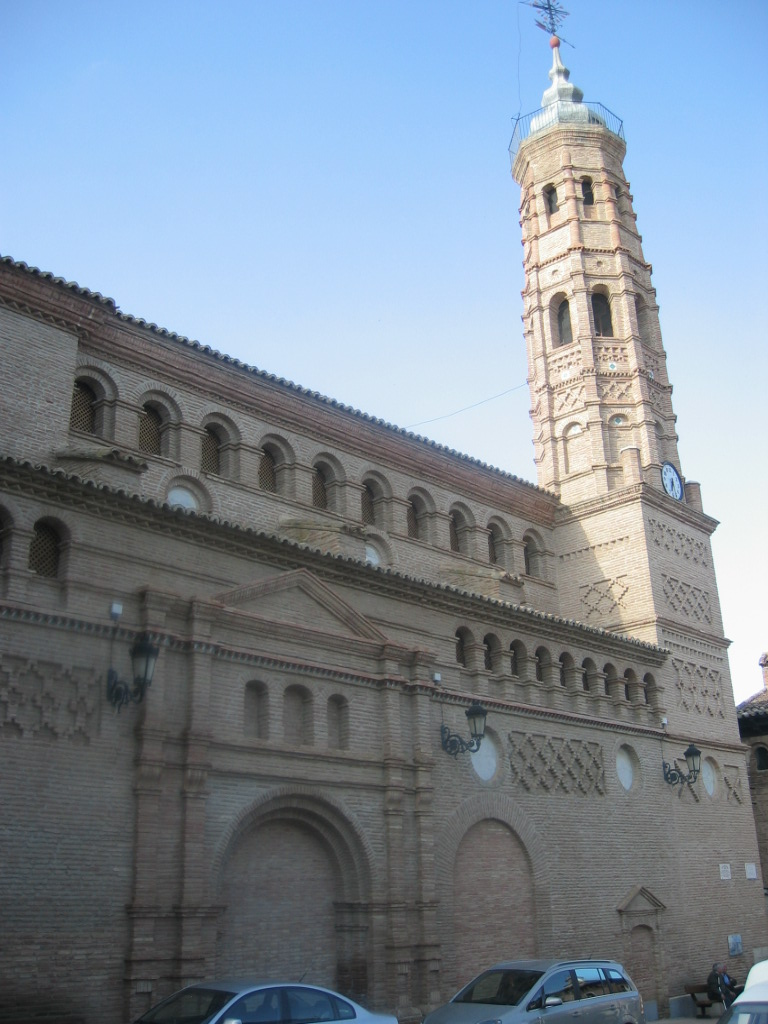
Torre y fachada de la Iglesia de Nuestra Señora de los Ángeles.

- San Jorge: 23 de abril, se sube al santuario de la Virgen del Águila
- Santa Quiteria: del 22 al 24 de mayo
- San Juan: 24 de junio
- Virgen del Águila: del 8 al 12 de septiembre.

### Patrimonio

#### Iglesia de Nuestra Señora de los Ángeles
Es una iglesia con una única nave de cuatro tramos con capillas laterales entre los contrafuertes y ábside poligonal. Encima de la nave hay una bóveda de crucería estrellada. En el exterior, la decoración está hecha de ladrillo de paños de rombos. Las bóvedas de las naves laterales están decoradas con yeserías talladas con motivos de lazo de tradición mudéjar. La torre campanario está situada en el ángulo noroeste y es de estructura cristiana. En el exterior, los lienzos tienen decoración de paños de rombos y lazos, paños de cruces de múltiples brazos y fajas de esquinillas. Toda la decoración es en ladrillo.

#### Ermita de Santa Quiteria
Se encuentra a las afueras del pueblo, al lado del polideportivo.

#### Iglesia de Nuestra Señora de la Virgen del Águila
Para la festividad de San José, es frecuente subir andando a hasta la iglesia que se encuentra en lo alto de la montaña. Se come pan dulce con chorizo frito y un huevo. Normalmente la gente se queda a comer cerca carne asada que cocina en las naves que han sido restauradas para ese uso.

#### Otras ermitas
La calle Mayor (hoy en expansión) está delimitada por dos ermitas, que se encargan de cuidar las vecinas.
Ermita de Montserrat: sobre el arco por el que se accede a la calle Mayor.
Ermita de San Gregorio: en dirección a Aladren y Vistabella.

## Servicios

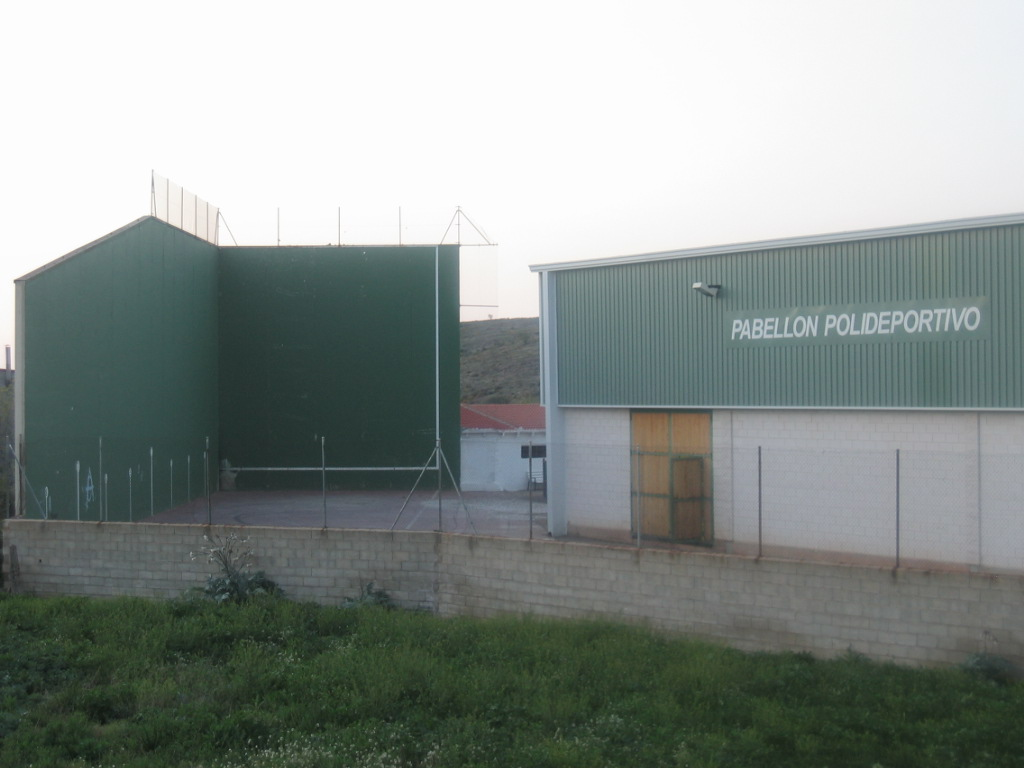
Pabellón polideportivo.

- Nuevos pisos: aunque el pueblo no es muy numeroso se está apostando por la construcción de nuevos pisos para fomentar la llegada de gente nueva al pueblo.
- Fuente: se realizó hacia el año 2000 para renovar la que había antes que estaba bastante deteriorada.
- Polideportivo: Usado por los jóvenes del pueblo como campo de fútbol tiene también un frontón en la parte exterior.
- Piscinas: se pueden encontrar dos piscinas; una para niños pequeños donde cubre poco y otra bastante grande en la que se realizan actividades de gimnasia dentro de ella.
- Banda de música: Fue creada por Jesús Báguena Soria sobre los años 80 para enseñar a los jóvenes de la localidad solfeo y tocar instrumentos. Tuvo mucho éxito en el pueblo y se llegaron a realizar conciertos por las localidades colindantes.

## Hermanamientos
- Vœuil-et-Giget, Francia